# 法案寺
法案寺（ほうあんじ）は、大阪市中央区にある高野山真言宗の準別格本山の寺院。山号は志宜山。本尊は大聖歓喜天（聖天）。正確には法案寺南坊である。大阪七福神の弁財天を祀る。

## 歴史
寺伝によれば、推古天皇の頃（593年 - 628年）に聖徳太子が志宜野（しぎの）（現・城東区鴫野（しぎの）の西側である法円坂の地）に法案寺を建立したという。建立した場所の地名から山号を「志宜山」とし、仏法弘通の公案をしたところから寺号を「法案寺」としたという。
平安時代には本地垂迹説が広まるようになり、隣接している生玉神社と神仏習合し、法案寺は生玉神社の神宮寺（別当寺）の「生玉宮寺」として大いに隆盛した。しかし、後になって衰微する。応永年間（1394年 - 1428年）に松永政廣が称光天皇の勅命を受けて法案寺を再興する。「天文日記」には、法案寺第3世・正教が浄土真宗本願寺派の蓮如に帰依していたことから、蓮如に法案寺の土地を貸し、そこに蓮如が大坂御坊（後の大坂本願寺）を建立し、後に寺地が譲渡されたという記録がある。
天正年間（1573年 - 1592年）の織田信長と大坂本願寺との間で戦われた石山合戦に巻き込まれ、生玉神社と共に焼失している。
豊臣秀吉が大坂城を築城する時、法案寺は法円坂にあったが、天正11年（1583年）、生玉神社と共に馬場崎（現・天王寺区生玉町、生国魂神社境内地の北側）に移転させられた。なお、法円坂の語源は法案寺からきたものとされ、「法案」から「法眼」、そして「法円」となまったものという。
慶長20年（1615年）の大坂夏の陣による兵火で生玉神社と共に焼失したが、江戸幕府により両者共に復興され、寺領300石も安堵されている。江戸時代、法案寺（別名・南坊）は生玉神社の別当寺として桜本坊、遍照院、医王院、新蔵院、観音院、覚園院、地蔵院、曼荼羅院、持宝院の9つの神宮寺を管理し、生玉十坊の筆頭として生玉神社自体を統括する立場となった。また、歴代の大坂城代が法案寺に帰依したこともあって隆盛した。
明治時代に入り、神仏分離が行われると生玉神社と神宮寺は分離され、桜本坊は奈良県生駒市の円正寺に、遍照院・医王院は生玉寺町の青蓮寺に、新蔵院・観音院は上之宮町の正祐寺に、覚園院は生玉前町の宗恵院になった。地蔵院は生玉町の藤次寺に合併、曼荼羅院は生玉町の持明院に合併、持宝院は心斎橋筋の三津寺に合併された。法案寺も寺領を失うなかで当時の法案寺住職・栄達は本堂から聖観音と歓喜天を持ち出し、1879年（明治12年）に現在地である大阪市中央区島之内に寺基を移す。1883年（明治16年）6月に法案寺南坊として復興、再建したが、境内地は生玉町にあった頃と比べるとはるかに狭くなった。
1945年（昭和20年）3月13日・14日の第1回大阪大空襲で全焼した。
戦後復興し、本尊の大聖歓喜天は「日本橋の聖天さん」として信仰を受けている。また、祀られている歓喜天は「福 寿 愛」の御利益があるとされている。そのことから、法案寺の御朱印と歓喜天浴油のお札には、「福 寿 愛」と記された宝袋の朱印が押されている。

## 境内
- 本堂（聖天堂）
- 弁天堂
- 弁財天社
- 庫裏
- 十三重石塔
- 楠稲荷大明神（志宜大将）
- 山門

## 文化財

### 重要文化財
- 木造聖観音立像 - 平安時代後期の作。

## 前後の札所
摂津国八十八箇所
1 法案寺　-　2 三津寺
大阪七福神（弁財天）

## 行事
- 1月1日 - 7日 聖観音の開扉
- 2月 星まつり（星供）

## 授与品
- 歓喜天 浴油供 御札
- 歓喜天 「開運福寿」 お守り
- 弁財天 小絵馬（大阪七福神巡拝用）
- 弁財天 お守り

## 所在地・アクセス
大阪市中央区島之内2丁目10-14
地下鉄日本橋駅・近鉄日本橋駅下車 北へ徒歩約5分